# Norton AntiVirus
Norton AntiVirus è un programma antivirus prodotto dalla Symantec e progettato per individuare ed eliminare virus, trojan, worm e recentemente anche spyware e adware. Norton Antivirus è uno dei più diffusi programmi antivirus ed è disponibile per sistemi operativi Windows, macOS e Linux. 
Norton AntiVirus è stato prodotto per molti anni dalla Symantec, che inizialmente lanciò Symantec AntiVirus for Macintosh (SAM) nel 1989. In seguito Symantec acquisì la Peter Norton Computing e nel 1991 lanciò il primo Norton AntiVirus per PC. Nel 1998 anche la versione Macintosh assunse il nome Norton AntiVirus.

## Funzionalità
Il programma è in grado di rilevare virus presenti nei file del dispositivo in cui è installato, nella posta elettronica, in file scaricati dal web o presenti nelle unità del sistema. Il programma include una funzione di aggiornamento automatico che provvede a recuperare le ultime versioni del database dei virus ed aggiornamenti del programma.